# Вахнин, Александр Николаевич
Александр Николаевич Вахнин (род. 1966) — сотрудник советских и российских органов государственной безопасности, генерал-майор.

## Биография
Александр Николаевич Вахнин родился 7 июня 1966 года в селе Русское Канчерово Кувандыкского района Оренбургской области.
После окончания средней школы поступил в Высшее пограничное военно-политическое училище Комитета государственной безопасности при Совете Министров СССР. Окончив его служил, в пограничных войсках Советского Союза, а затем и Российской Федерации.
Окончил Пограничную академию Федеральной службы безопасности Российской Федерации. Служил на ряде высоких руководящих должностей в системе российских пограничных войск.
С января 2021 года возглавляет Пограничное управление Федеральной службы безопасности Российской Федерации по Республике Калмыкия и Астраханской области.
Награждён рядом государственных и ведомственных наград.